# Белвуд (Северна Каролина)
Белвуд (енгл. Belwood) град је у америчкој савезној држави Северна Каролина.

## Демографија
По попису из 2010. године број становника је 950, што је 12 (-1,2%) становника мање него 2000. године.
| Група             | 2000.       | 2010.       |
| Белци             | 905 (94,1%) | 869 (91,5%) |
| Афроамериканци    | 37 (3,8%)   | 23 (2,4%)   |
| Азијати           | 1 (0,1%)    | 3 (0,3%)    |
| Хиспаноамериканци | 19 (2,0%)   | 39 (4,1%)   |
| Укупно            | 962         | 950         |